# Осис, Эрнест
Эрнест Осис (Эрнестс Осис, латыш. Ernests Osis; 15 декабря 1895, Валгалская волость — 23 февраля 1944) — военный России, Латвии и Третьего Рейха. В русской армии с 1915 года, был дважды ранен. В латвийской армии с 1919 года. В начале Второй мировой войны вступил в латвийский полицейский полк «Рига» («Rīga») и был повышен до штурмфюрера. С фронта ушёл из-за ранения. Похоронен на Рижском Братском кладбище.